# 长山乡 (甘南县)
长山乡，是中华人民共和国黑龙江省齐齐哈尔市甘南县下辖的一个乡镇级行政单位。

## 行政区划
长山乡下辖以下地区：
新生村、长红村、建华村、长新村、双城村、前程村、永青村、四方山村、向阳村、人民村、永恒村和丰收村。